# UnoTheActivist
Трой Вашон Донте Лейн (англ. Troy Vashon Donte Lane; род. 13 апреля 1996 года, Атланта, Джорджия, США), более известный как UnoTheActivist и The Act — американский рэпер. Он известен своими песнями с рэперами Playboi Carti и Trippie Redd.

## Биография
Лейн начал читать рэп в девятом классе. Он выпустил свой первый сингл, когда учился в старшей школе.  Трой — близкий друг рэпера Playboi Carti. Вместе с ним он основал группу TFZ, однако они поссорились в 2018 году, из-за сближения Картера с человеком, стрелявшим в Троя. К концу 2020 года они помирились. Первую часть псевдонима, «Uno», придумал его отец, а вторая, «TheActivist», была выбрана потому, что он «единственный позитивный ниггер в трэпе». Рэпер MDMA является младшим братом Троя

## Карьера

### 2015-2016: Начало
В 2015 году он выпустил совместный с рэпером Thouxanbanfauni альбом For Christ Sake.

### 2017-2022
В мае 2017 года Трой выпустил песню «What» совместно с Playboi Carti, она стала популярной после того, как ASAP Rocky выложил её на своём YouTube-канале, в том же месяце был выпущен дебютный коммерческий микстейп Trippie Redd A Love Letter to You, в него вошла композиция «Deeply Scarred» при участии Лейна. В июне того же года UnoTheActivist выпустил трек «Hold Up» при участии Famous Dex. В сентябре 2017 года вышел микстейп Live.Shyne.Die. В июне 2018 года выпустил мини-альбом Limbus Part 1. В январе 2019 года он участвовал на сингле рэпера Elias Boussnina «Bring the Pain». В феврале того же года Трой выпустил совместный с Thouxanbanfauni проект For Christ Sake 2. В августе 2020 года Лейн выпустил дебютный студийный альбом 8. В январе 2021 года вышел альбом Unoverse. Его сиквел и триквел вышли 28 мая и 29 октября соответственно. В декабре 2021 года Трой выпустил совместный с MadeinTYO микстейп Yokohama.
В сентябре 2022 года он выпустил альбом Limbus 3.

## Дискография
Студийные альбомы
- 8 (2020)
- Unoverse (2020)
- Unoverse 2 (2021)
- Unoverse 3 (2022)
- Limbus 2.5 (2022)
- Limbus 3 (2022)

Микстейпы
- No More Thotties (2015)
- Gift of Gab (2015)
- Show Stopper (2017)
- Live.Shyne.Die (2017)
- Deadication 2: Lost Files (2020)
- Deadication 3 (2023)

Мини-альбомы
- Sorry for the Wait (Brooke's Interlude) (2017)
- Limbus Part 1 (2018)
- Limbus, Vol. 2 (2018)
- Deadication (2019)